# Paveway

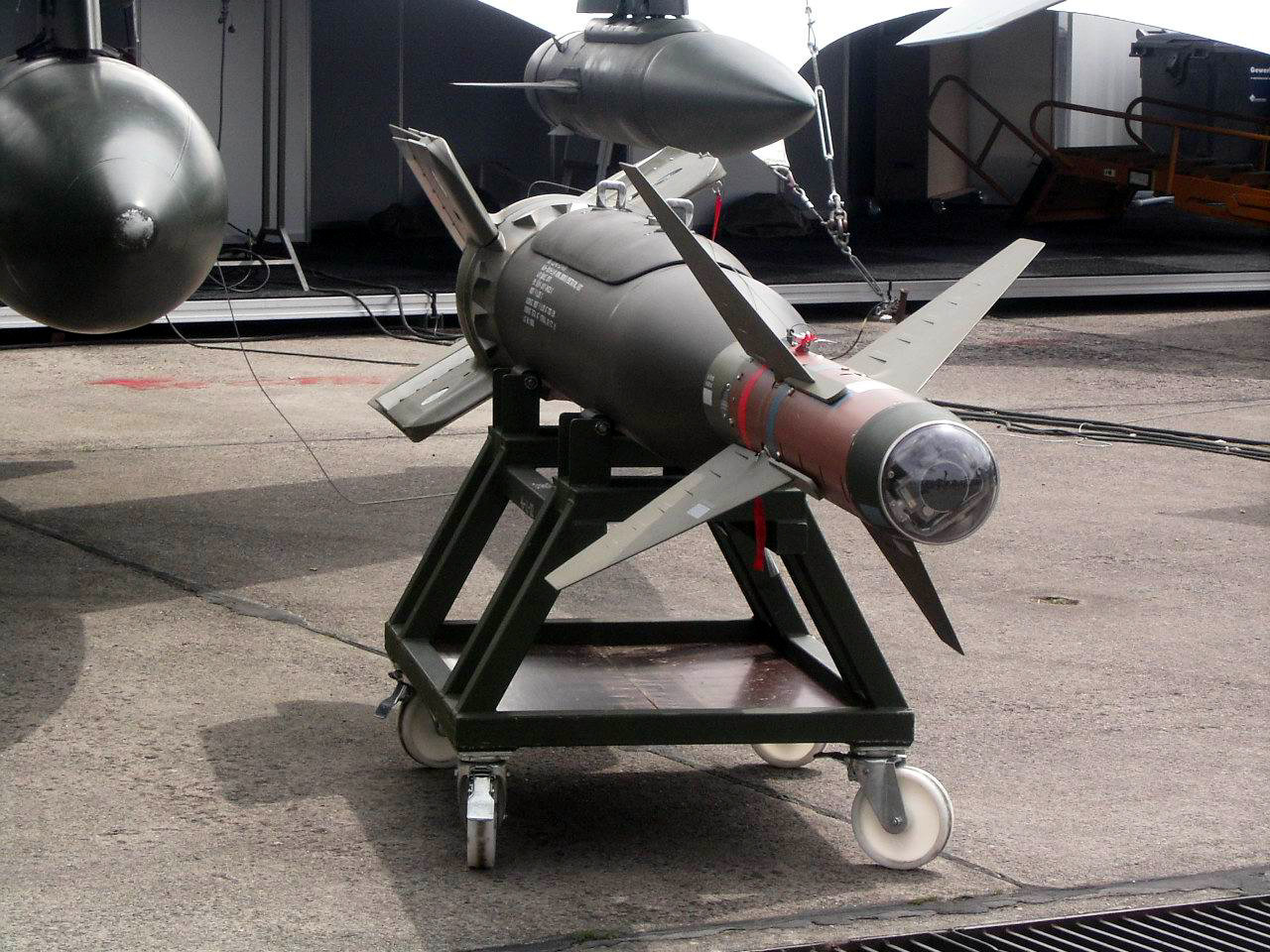
Una bomba guiada GBU-24 Paveway III expuesta en la Exhibición Aeroespacial Internacional (ILA) de 2006.

Paveway es una marca registrada de Raytheon Company que identifica las variantes de bombas guiadas por láser, conocidas como LGB por sus siglas en inglés (Laser Guided Bombs). Lockheed Martin se convirtió en el segundo suministrador de este tipo de bombas en el año 2001. También se conoce el acrónimo PAVE, Precision Avionics Vectoring Equipment, el cual se utiliza para designar otro tipos de armas apoyadas por láser, incluyendo Pave Penny, Pave Spike, Pave Tack y Pave Knife. El nombre Paveway fue originalmente utilizado para referirse tanto al arma como al designador, pero luego su uso se popularizó para referirse solamente al arma.
También se ha utilizado el término para identificar equipo militar con aviónica especializada, como el AC-130U Pave Spectre y el MH-60 Pave Hawk.

## Modo de operación

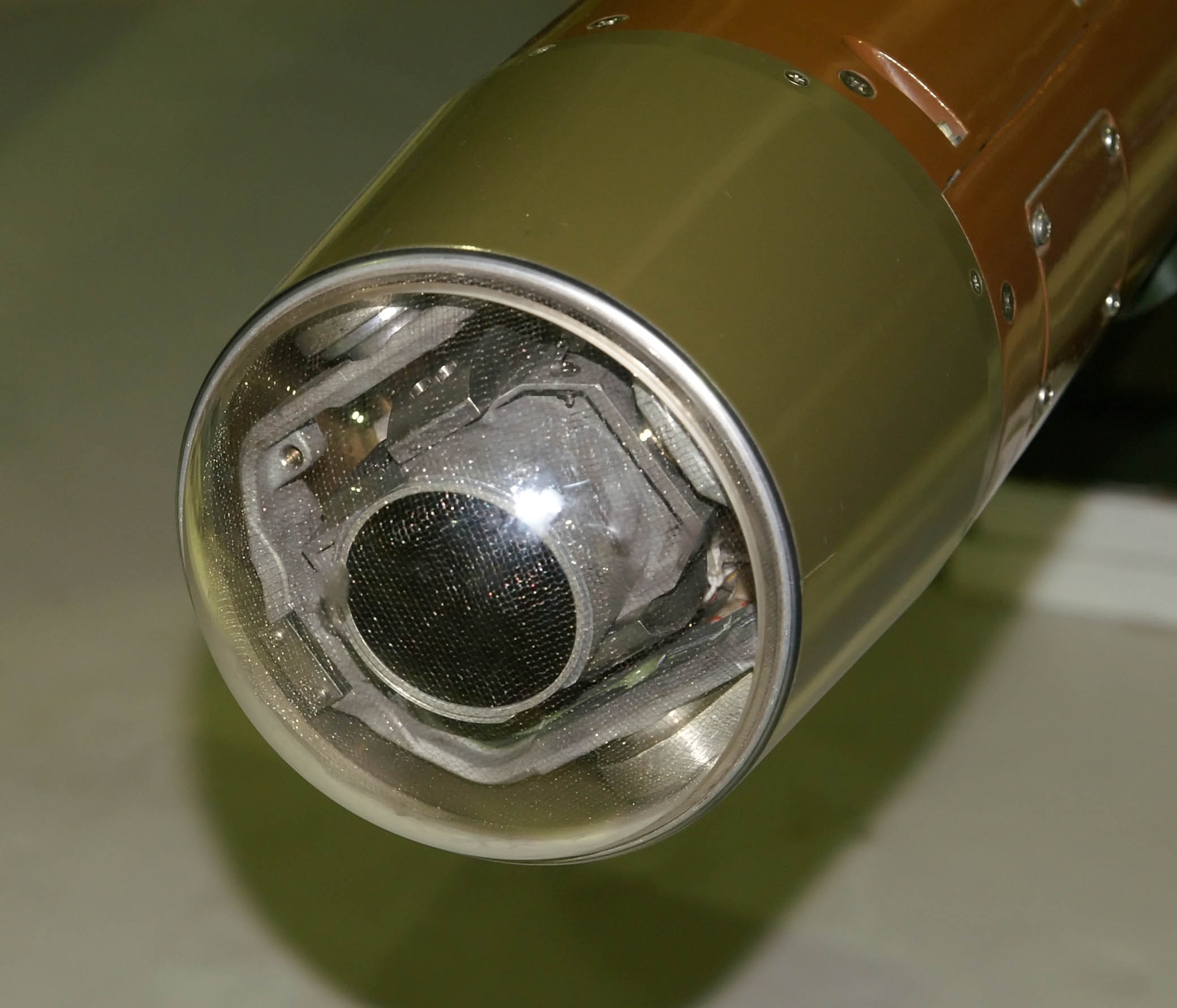
Cabeza buscadora Paveway III en el Museo de la Real Fuerza Aérea Británica de Londres.

Los kits Paveway se adhieren a una variedad de ojivas, y consiste de un buscador láser semiactivo, un grupo de control de computadora que contiene la electrónica de guía y control, una batería térmica, y un sistema de aumento neumático de control (CAS). Tienen también canards frontales de control y alas traseras para estabilidad. El arma se guía por energía láser reflejada: el buscador detecta la luz reflejada (sparkle) del láser designador y controla los canards para guiar la bomba hacia el punto designado.

## Historia
La serie de bombas guiadas por láser Paveway fue desarrollada por Texas Instruments durante 1964. El programa fue conducido con bajo presupuesto, pero el consecuente énfasis en simplicidad y economía demostró ser un beneficio y una ventaja sobre otros sistemas de guía de armas más complejos. La primera prueba con un arma, que usó una ojiva M117, se realizó en abril de 1965. Luego, armas prototipo fueron enviadas a Vietnam para pruebas en combate en 1968.
La serie original de Paveway, llamada Paveway I, fue superada a principios de los años 70 por la versión Paveway II, la cual tenía un buscador más simple y confiable y otras alas traseras que mejoraban el desplazamiento en el aire. Tanto Paveway I como Paveway II utilizan un sistema de control simple bang-bang, en donde el CAS acciona los canards para hacer correcciones en el curso de la bomba. Esto tiene poco efecto en la precisión, pero consume mucha energía, lo cual le limita el rango de acción. Como consecuencia, se acostumbra lanzar las bombas Paveway en una trayectoria balística, y se activa el designador tiempo después para terminar de definir con precisión el punto de impacto de la bomba.
En 1976, la USAF emitió un requerimiento para una nueva generación, llamada Paveway III, que entró en servicio en 1986. El sistema Paveway III usaba un buscador mucho más sofisticado con un campo de visión más amplio y guía proporcional, lo cual minimiza el consumo de energía en las correcciones de curso. Paveway III tiene un rango de vuelo mucho más amplio y mayor precisión que Paveway II, pero es más costoso, debido a lo cual, su uso se limita solamente a objetivos de alto valor. A pesar de que kits Paveway III fueron desarrollados para las armas Mk 82, la efectividad limitada ocasionó que la USAF adoptara el kit solamente para las bombas más pesadas de 2.000 lbs (la Mk 84 y BLU-109). Los kits de Paveway III también fueron empleados en las bombas de penetración GBU-28/B al final de la Guerra del Golfo en 1991. Paveway III también fue usado durante la ofensiva india en la Guerra de Kargil en 1999. Raytheon, el único proveedor de Paveway III, se encuentra actualmente desarrollando versiones estándar y personalizadas del sistema para el gobierno de los Estados Unidos y otros clientes extranjeros.

## Versiones futuras
Las LGB existentes en servicio pueden ser mejoradas al sistema Dual Mode Laser Guided Bombs (DMLGB) agregando receptores GPS, lo cual les permite ser empleadas en todo tipo de clima. En el año 2005, Lockheed Martin ganó el contrato para proveer DMLGBs a la Armada de los Estados Unidos, sin embargo, el dinero subsecuente ha sido movido para financiar el programa Direct Attack Moving Target Capability (DAMTC). La versión de Raytheon, el Enhanced Paveway II, ha sido contratado tanto dentro como fuera de los Estados Unidos.
Una versión avanzada, llamada Paveway IV, está siendo desarrollada para exportación, incluyendo a la RAF.

## Modelos fabricados
La serie de bombas Paveway incluye:
- Bomba GBU-10 Paveway II – Mk 84 2000 lb (909 kg).

- Bomba GBU-12 Paveway II – Mk 82 500 lb (227 kg).

- Bomba GBU-16 Paveway II – Mk 83 1000 lb (454 kg).

- Bomba GBU-22 Paveway III – Mk 82 500 lb (227 kg).

- Bomba GBU-24 Paveway III – Mk 84/BLU-109 2000 lb (909 kg).

- Bomba GBU-27 Paveway III – BLU-109 2000 lb (909 kg), con ojiva de penetración, diseñada especialmente para el F-117 Nighthawk por sus largos alerones.

- Bomba GBU-28 Paveway III - Durante la guerra del golfo, los búnkeres iraquíes más robustos y profundos no pudieron ser penetrados por la ojiva de penetración BLU-109/B, así que se desarrolló una mucho más poderosa, la bunker buster GBU-28.

- Bomba Paveway IV - 500lb (227kg).